# Каран Сінґх II
Каран Сінґх II (гінді करण सिंह द्वितीय; 7 січня 1584 — 1628) — магарана князівства Мевар у 1620—1628 роках.

## Життєпис

### Молоді роки
Походив з династії Сесодія. Син Амар Сінґха I. Народився 1584 року в м. Чаванд. Разом з батьком брав у військових кампаніях проти Імперії Великих Моголів. 1615 року за умовами Ажмерського мирного договору з падишахом Джаханґіром, відповідно до якого Каран отримав ранг мансабдару в 5 тис. осіб (найвищий серед могольських сановників). Також з гідністю був прийняти в Агрі, столиці Великих Моголів. Шахзаде Хуррам вручив йому коштовні подарунки, серед яких були арабські коні, прикрашені коштовними каменями кинджали, хілат (вишукане почесне вбрання) і перлинні чотки. 1620 року після смерті батька спадкував владу.

### Панування
Домовленості з могольським падишахом сприяв встановленню миру, який дотримувалися обидві сторони. Зосередив увагу у розбудові міст, розвитку господарства, підтримці поетів та митців. Також було перебудовано палаци та зміцнено оборону шляхом поліпшення якості фортець. 1621 року відреставровано джайнський храм Ранакпур. Того ж року відправив загін на допомогу Хар Ґобінду. гуру сікхів, що здобув перемогу над могольським військом в битві біля Рохілла. В подальшому підтримував джайнізм і сікхізм в своїх володіннях, незважаючи на те, що сам був прихильником брагманізму.
Повна скарбниця князівства дозволяла проводити значні роботи. За його панування було побудувано водні канави, які пролягали вздовж берегів озера Пічола. Ці канави отримували дощові води та стоки з озера Пічола та передавали їх до озера Удай Сагар, звідки вода використовувалася для зрошення. Серед споруд у місті Удайпур він побудував Гол-Махал і купол на острові Джагмандір, а також водойму у Крішна-Нівасі. Водночас сприяв проникнення могольського культурногов пливу, завдяки чому набуло розвитку меварська школа мініатюри.
Помер Каран Сінґх II 1628 року. Йому спадкував син Джаґат Сінґх I.